# Choi Byung-chul
Choi Byung-chul (Hangul: 최병철) (n. 24 octombrie 1981, Seul, Coreea de Sud) este un scrimer sud-coreean specializat pe floretă. A cucerit medalia de bronz pe echipe la Campionatul Mondial de Scrimă din 2007. A fost laureat cu bronz la Jocurile Olimpice de vară din 2012 după ce a fost învins în semifinală de egipteanul Alaaeldin Abouelkassem, apoi a trecut de italianul Andrea Baldini în finală mică.

## Legături externe
- en Choi Byung-chul la Olympedia.org